# Targon
Targon je francouzská obec v departementu Gironde v regionu Akvitánie. V roce 2009 zde žilo 1 866 obyvatel. Je centrem kantonu Targon.